# Schmerikon
Schmerikon (auf Schweizerdeutsch «Schmerike» oder «Schmärike») ist eine politische Gemeinde im Wahlkreis See-Gaster des Kantons St. Gallen in der Schweiz.

## Wappen
Das Wappen von Schmerikon zeigt zwei abgekehrte goldene Halbmonde, überhöht von einem weissen Kreuz, auf rotem Grund. Die älteste bekannte Darstellung eines Wappens stammt von 1592 und zeigte eine Rose, flankiert von zwei abgekehrten Halbmonden. Die Rose verwies auf die Zugehörigkeit zur Grafschaft Uznach. Weitere frühe Darstellungen des Wappens finden sich auf einem Grenzstein beim Schloss Grynau (1656) und am Hauptportal der Kirche St. Jodokus (1780). Diese zeigen ebenfalls die zwei Halbmonde, jedoch überhöht von einem Kreuz. Dieses könnte auf die ehemalige Zugehörigkeit zum Kloster Schänis hinweisen.

## Geographie
Schmerikon liegt am Hang des Goldberges am Ufer des Zürichsee (Obersee), am unteren Ende der Linthebene auf 408 m ü. M. Bedeutende Gewässer innerhalb der Gemeinde sind der Aabach, der Linthkanal und der Zürichsee. Schmerikon hat eine Fläche von 5,98 km², von dem ein grosser Teil aus Wald (14,2 %) und Gewässern (33,6 %) besteht. Das Kulturland und die Riedgebiete machen 39,7 %, das Siedlungsgebiet 3,2 % der Gemeindefläche aus.
Am Ufer des Zürichsees und zwischen dem Aabach und dem Linthkanal liegen grössere Naturschutzgebiete.

## Bevölkerung
| Jahr      | 1740  | 1850  | 1900  | 1950  | 2000  | 2010  | 2019  |
| Einwohner | 388   | 988   | 1120  | 1671  | 3182  | 3508  | 3971  |
| Quelle    | [ 5 ] | [ 5 ] | [ 5 ] | [ 5 ] | [ 5 ] | [ 6 ] | [ 6 ] |

Schmerikon hat eine ständige Wohnbevölkerung von 3722 Einwohnern (Stand 2019). Der Anteil der ausländischen Wohnbevölkerung beträgt 24,9 % (Stand 2019).
Schmerikon ist traditionell katholisch geprägt. Seit dem 19. Jahrhundert sind auch Reformierte ansässig. Durch die Migrationswellen seit den 50er-Jahren des 20. Jahrhunderts kamen Angehörige anderer christlicher Konfessionen sowie des Islam, Buddhismus und Hinduismus in die Gemeinde. Die Pfarrkirche St. Jodokus gehört der katholischen Kirchgemeinde. Die reformierte Kirchgemeinde betreibt ein Gemeindezentrum.

## Geschichte

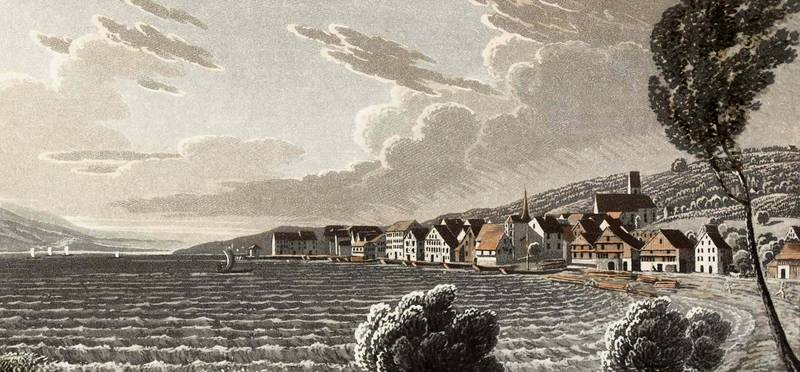
Schmerikon und der Obersee 1825 vor dem Bau der Bahnlinie zwischen Rapperswil und Uznach, die den alten Hafen zerstörte und das Dorf vom See abschnitt

Das Gebiet um Schmerikon war schon seit dem 8. Jahrhundert v. Chr. besiedelt, wie Funde auf dem Balmenrain (und der Flurname Balm selbst) nahelegen. Zur Römerzeit befand sich in Schmerikon vermutlich eine Station des Land- bzw. Seeweges von Zürich nach Maienfeld. Um 600 n. Chr. zur Zeit der Einwanderung der Alamannen in die Linthebene wurde Schmerikon gegründet. Der alte Name «Smarinchova» bedeutet «Hof des Smaro» oder «Hof der Smaringer». Er verweist wohl auf eine alemannische Sippe.

Schmerikon, historisches Luftbild von 1919, aufgenommen aus 150 Metern Höhe von Walter Mittelholzer

Zum ersten Mal urkundlich erwähnt wird Schmerikon 741 im Zuge einer Schenkung der alamannischen Adligen Beata Landoald an das Kloster Lützelau. 744 kam Schmerikon in den Besitz des Klosters St. Gallen, 1045 des Klosters Schänis. Seit dem 12. Jahrhundert bestand in Schmerikon eine Genossame, die als Körperschaft über Land und Fischereirechte verfügte. Diese besteht bis heute als Genossengemeinde weiter.
Im 13. Jahrhundert dehnten die Grafen von Toggenburg ihre Herrschaft über das Gebiet des oberen Zürichsees aus. Schmerikon wurde so Teil der Grafschaft Uznach, und die Verbindung zum Kloster Schänis riss ab. Nach dem Aussterben der Grafen von Toggenburg gelangte Schmerikon mit der Grafschaft Uznach an die Herren von Raron. Mit dem Freiheitsbrief von 1442 bestätigten diese dem Dorf eine gewisse Autonomie innerhalb der Grafschaft Uznach.
Im Alten Zürichkrieg wurde Schmerikon 1444 von den Zürchern zerstört, obwohl es eigentlich ein Burgrecht mit Zürich gewünscht hatte. Als Teil der Grafschaft Uznach gelangte Schmerikon 1449/1469 unter die gemeinsame Herrschaft der beiden Kantone Glarus und Schwyz und wurde so Teil der Schweizerischen Eidgenossenschaft. Von 1400 bis 1450 bildete Schmerikon innerhalb der Grafschaft Uznach einen eigenen Gerichtsbezirk mit Ammann. Dann bis 1798 eine der 7 Tagwen der Grafschaft.
Im Mittelalter und bis in die frühe Neuzeit lebte das Dorf vor allem vom Fischfang, dem Schiffsverkehr, dem Pilgerverkehr nach Einsiedeln, dem Weinbau und von den Sandsteinbrüchen. Seit dem Verlanden des Tuggenersees am Ende des Frühmittelalters lag Schmerikon am oberen Ende des Zürichsees.
Nach dem Ende der alten Eidgenossenschaft 1798 gelangte Schmerikon zuerst zum Kanton Linth und nach dessen Auflösung 1803 zum neu geschaffenen Kanton St. Gallen. Innerhalb des Kantons war es zuerst Teil des Bezirkes Uznach, seit 1831 des Seebezirkes und seit 2001 des Wahlkreises See-Gaster.
Das Dorf Schmerikon wurde wiederholt durch Grossbrände zerstört, so 1706 und 1865. Im 19. Jahrhundert wurde am See eine Mineralquelle entdeckt, die dem Ort kurzzeitig den Ruf eines Badekurorts einbrachte. Durch die Anlage der Bahnlinie von Rapperswil nach Weesen im Jahre 1859 wurde die idyllische Lage am See zerstört. Die grossen Aufschüttungen und der Bahnverkehr bedeuteten auch das Ende des Hafens Schmerikon. Zu Ende des 19. Jahrhunderts entwickelte sich in Schmerikon insbesondere die Textil- und die Maschinenindustrie. Deren Niedergang in den 1990er Jahren wurde grösstenteils durch die Ansiedlung neuer Industriezweige kompensiert. Dennoch arbeitet ein immer grösserer Teil der Einwohner der Gemeinde nicht mehr in Schmerikon, sondern in Rapperswil-Jona oder im Grossraum Zürich. Seit der Erstellung der S-Bahn im Grossraum Zürich und durch die Fertigstellung der Umfahrung Schmerikon und der damit verbundenen besseren Anbindung an das Nationalstrassennetz erhöhte sich die Attraktivität Schmerikons als Wohnsitz für Pendler erheblich. Dadurch konnte Schmerikon seine Einwohnerzahl in den letzten zehn Jahren ausbauen.

## Töchter und Söhne der Gemeinde
- Cölestin Müller (1772–1846), der 49. Abt der Benediktinerabtei Einsiedeln
- Fritz Büsser (1845–1878), Vater von Henri Büsser
- Josef Müller (1872–1947), Bibliothekar und Autor

## Bilder

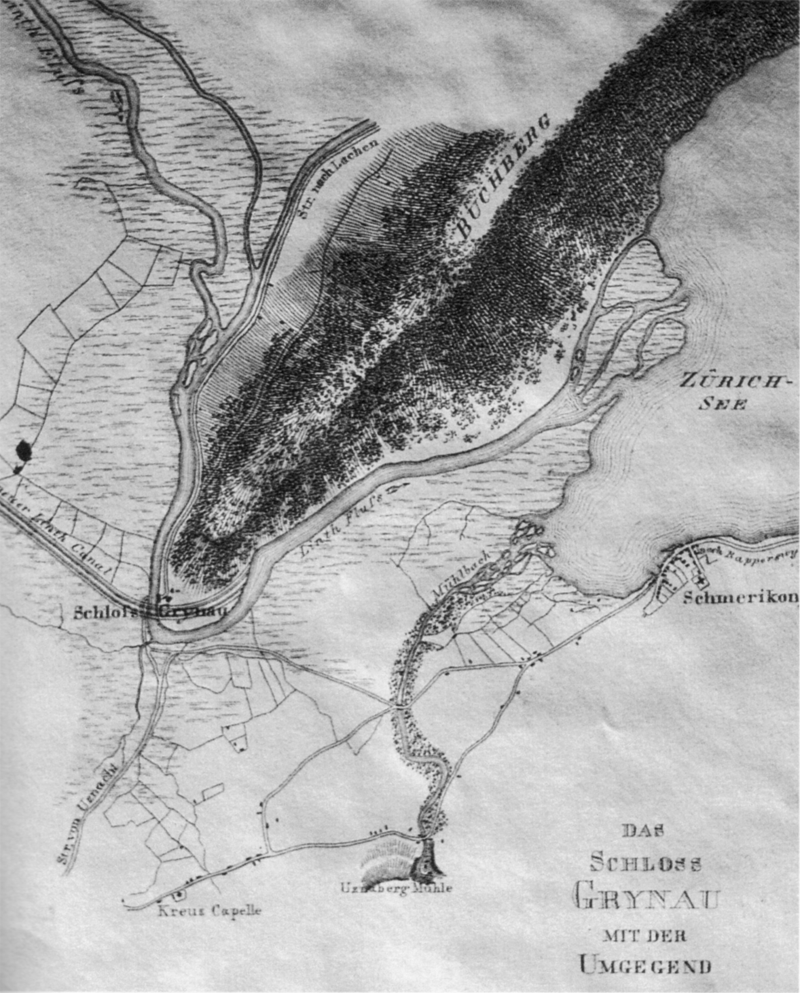
Lageplan von Schmerikon am oberen Zürichsee um 1820
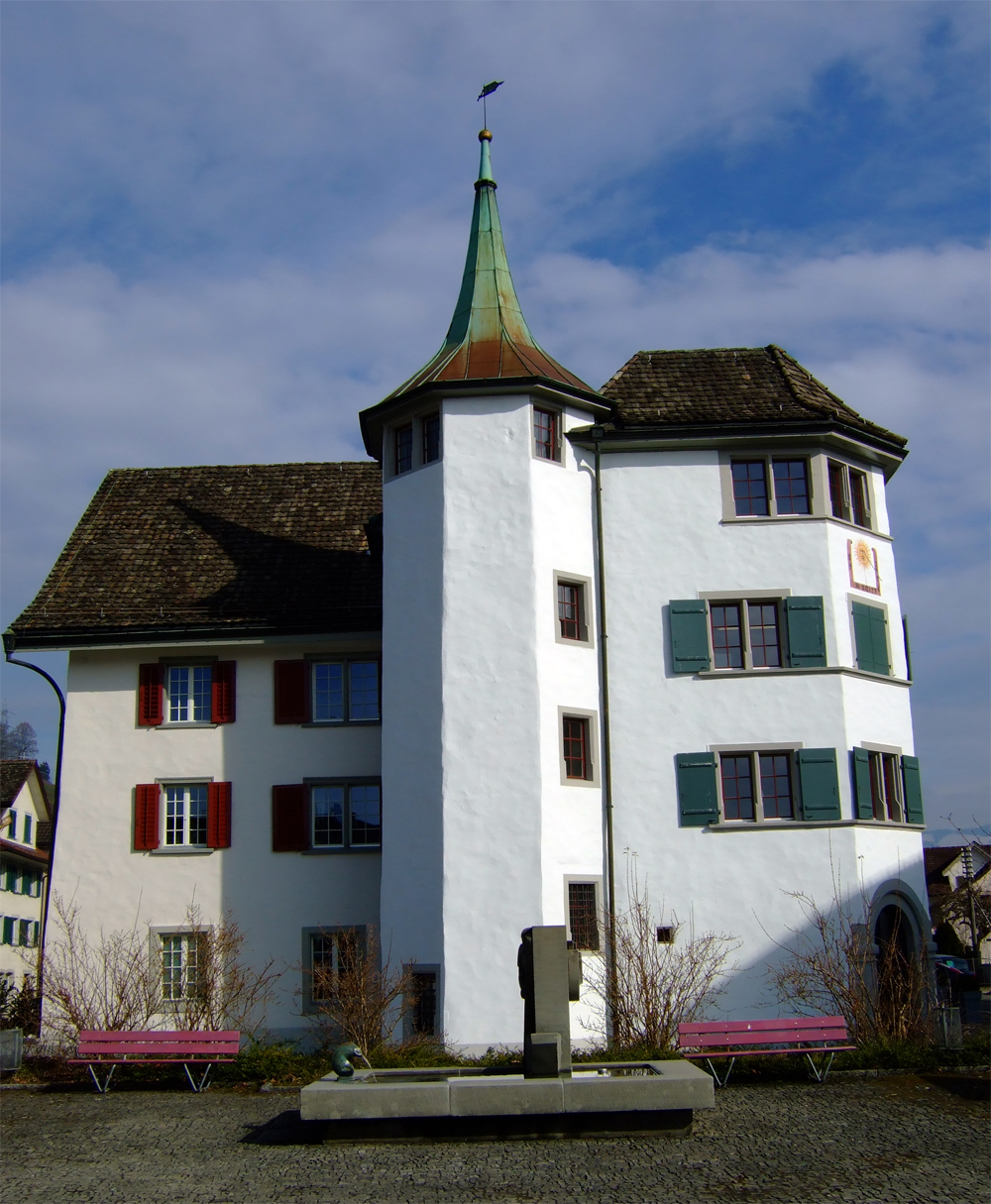
Haus zum Hirzen mit Dorfbrunnen im Zentrum von Schmerikon
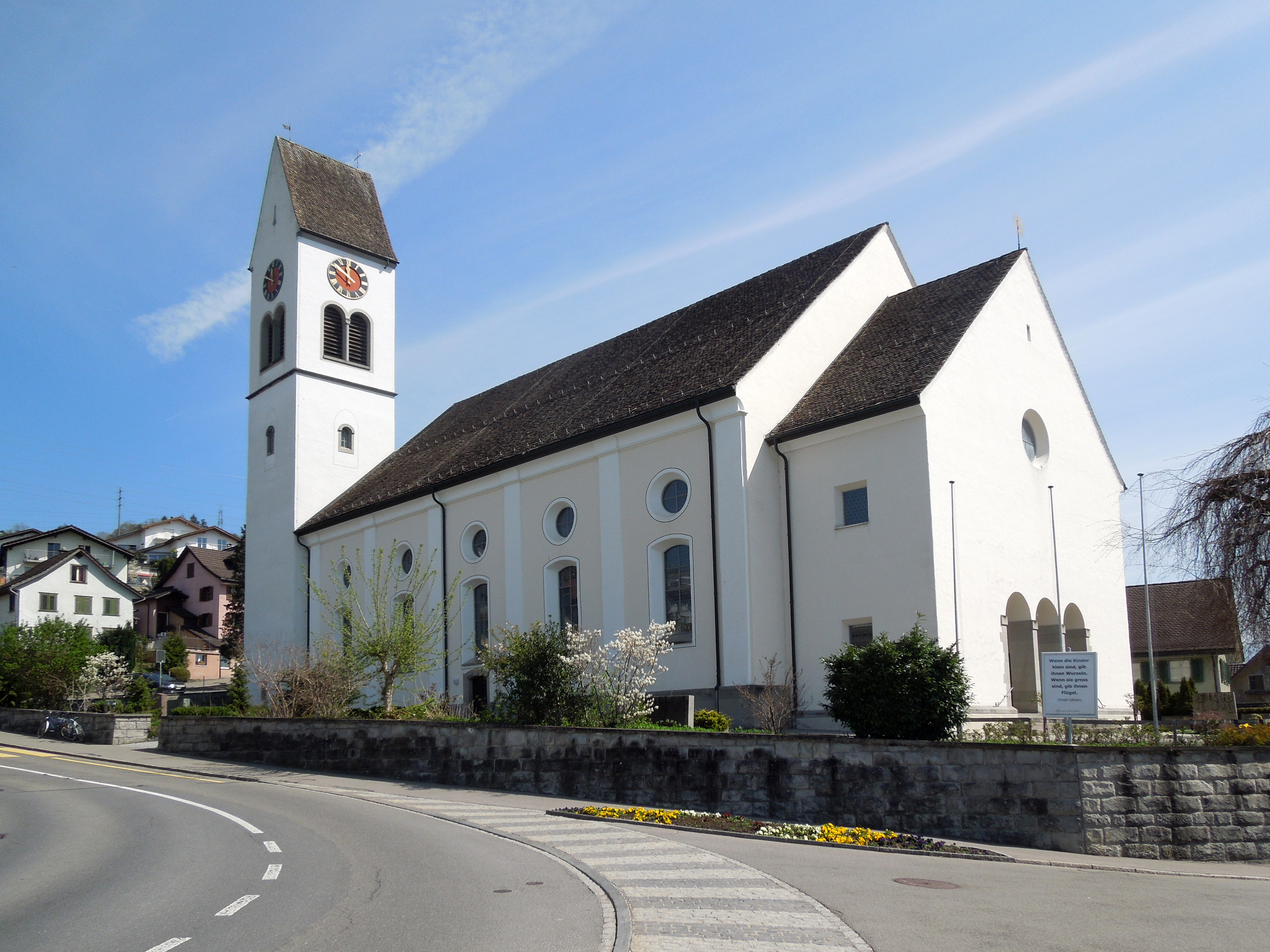
Katholische Pfarrkirche St. Jodokus
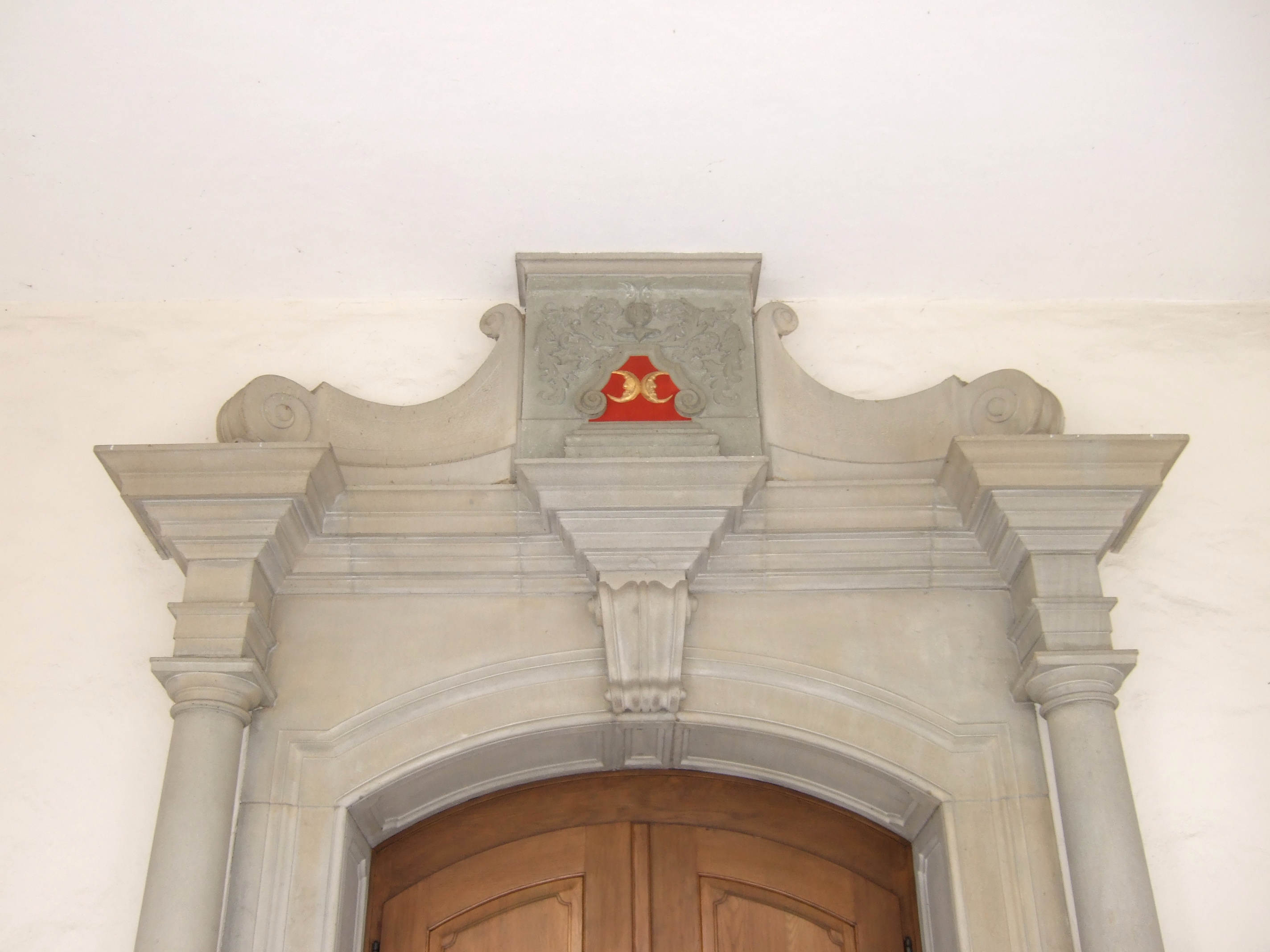
Portal von St. Jodokus mit alter Darstellung des Gemeindewappens (1780)
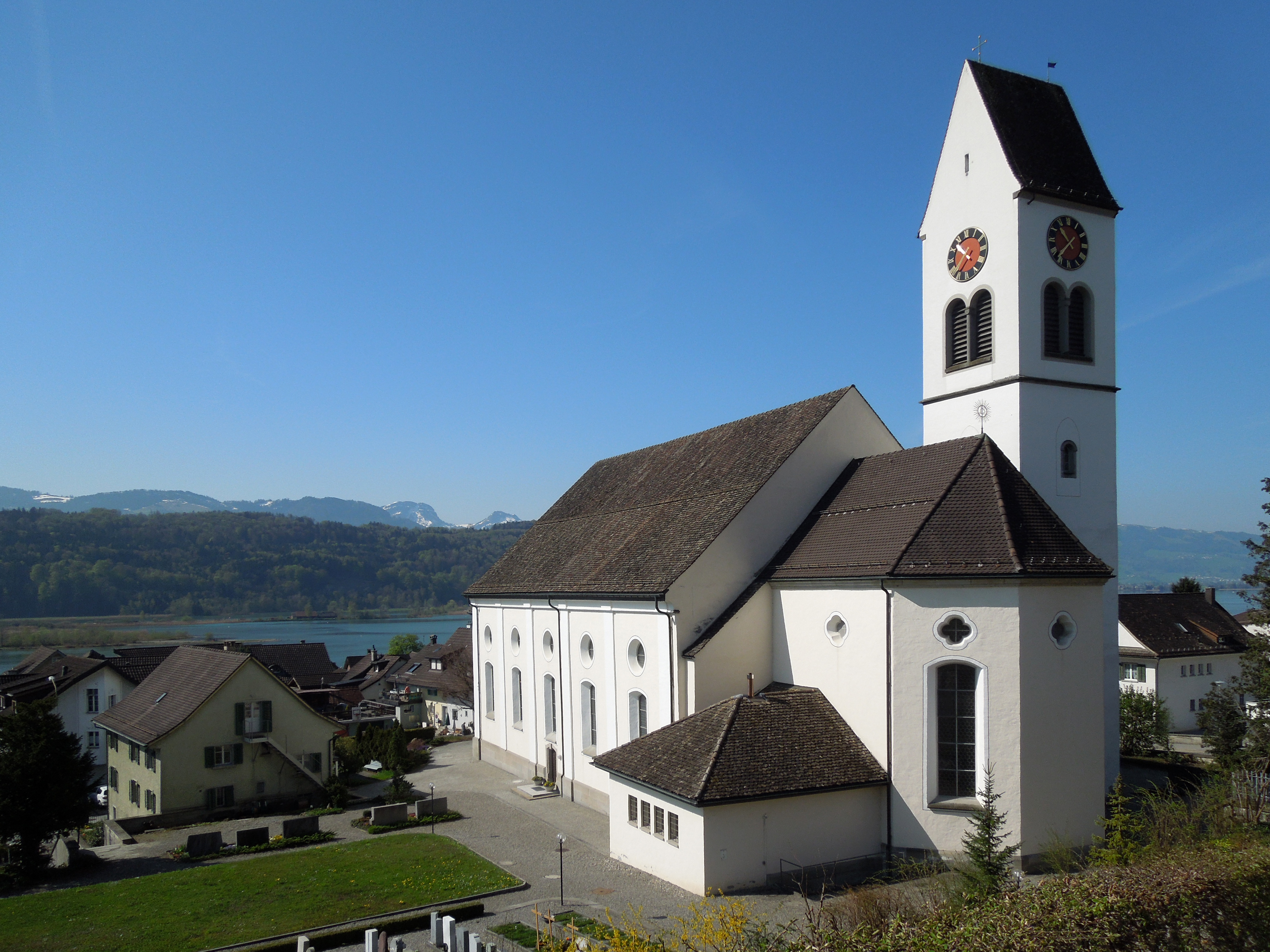
St. Jodokus, gotischer Chor
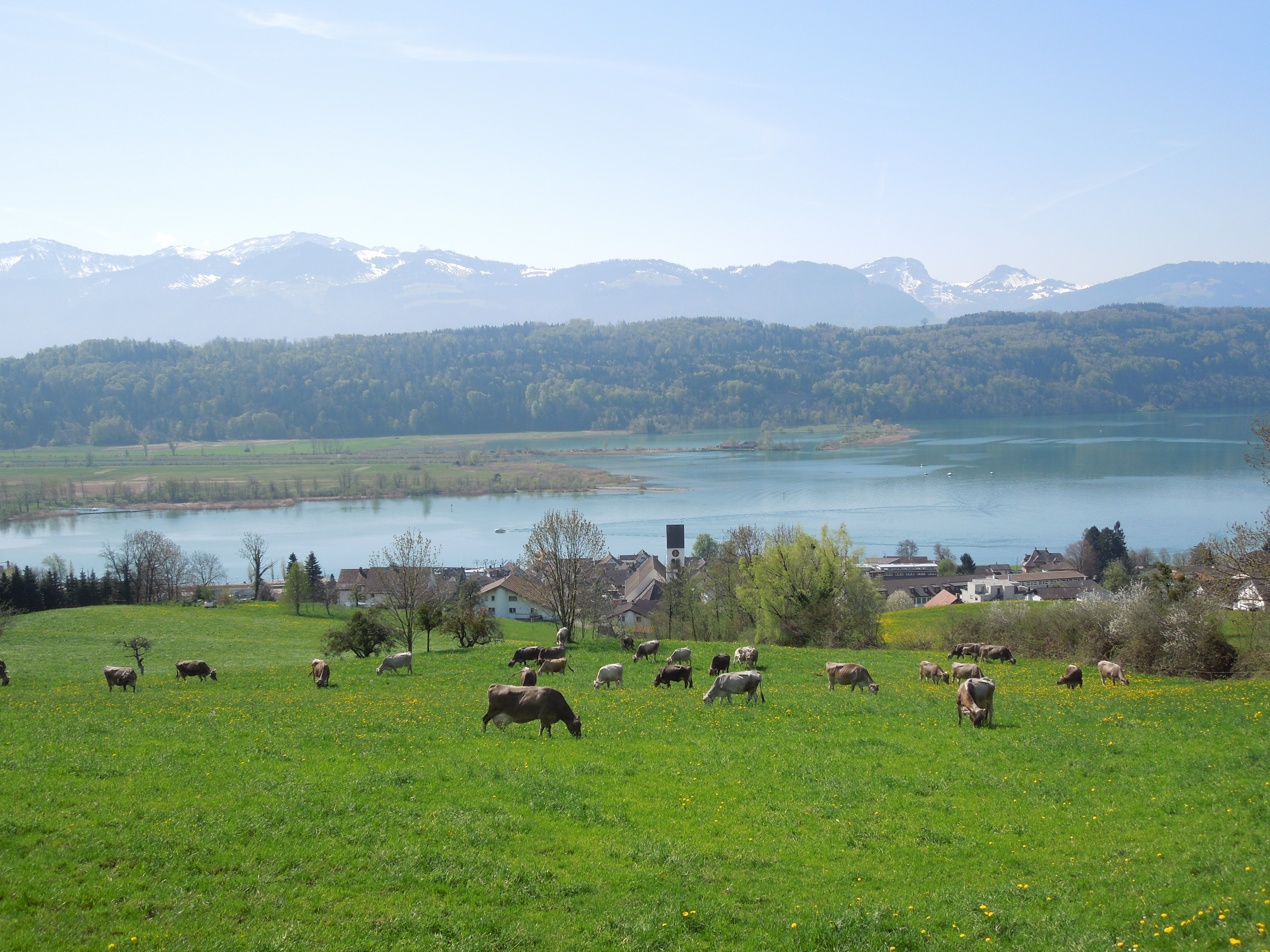
Blick aufs Dorf und das Naturschutzgebiet Schmerkner Allmeind vom Goldberg
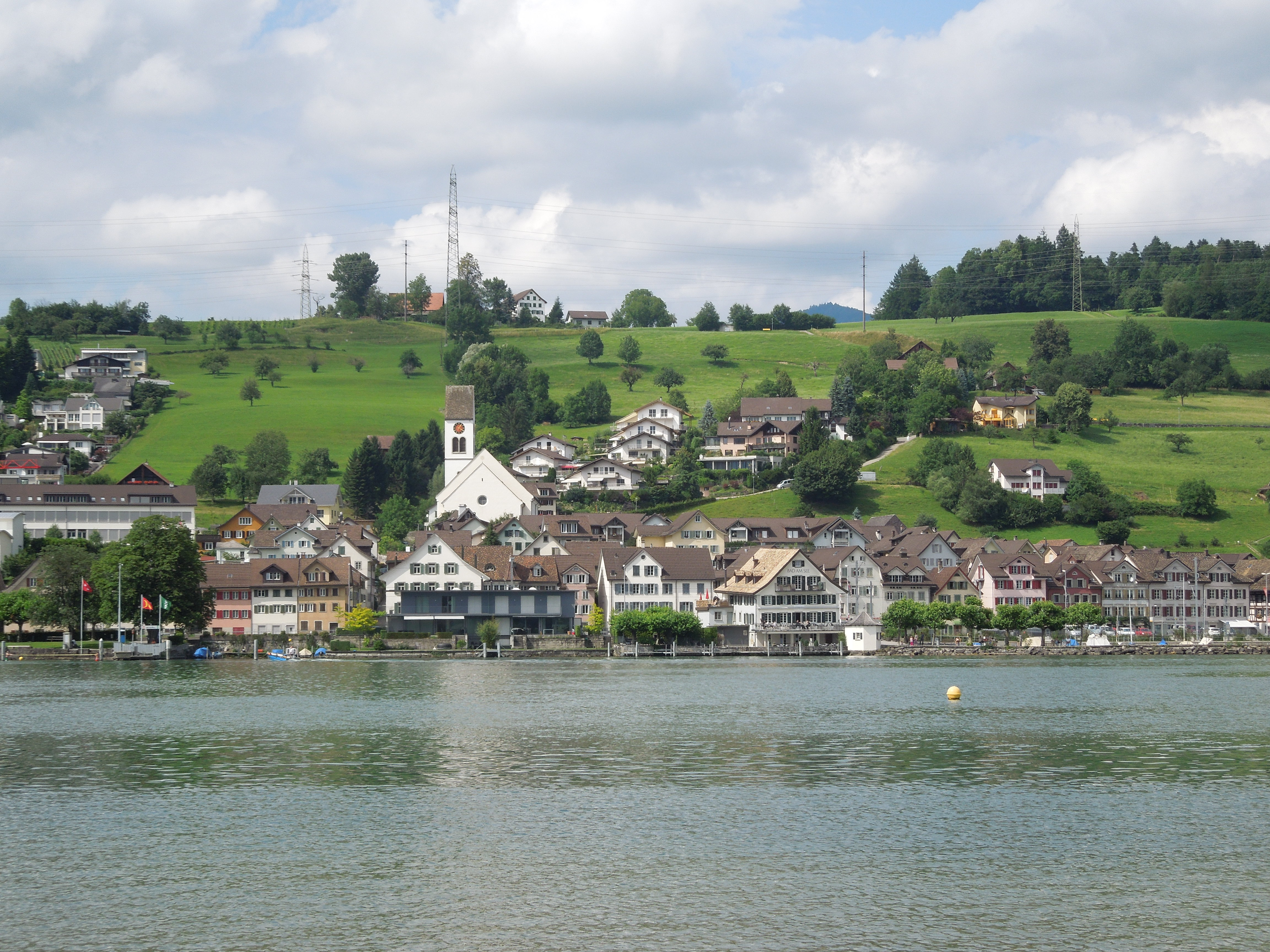
Blick aufs Dorf von der Mündung des Aabachs aus
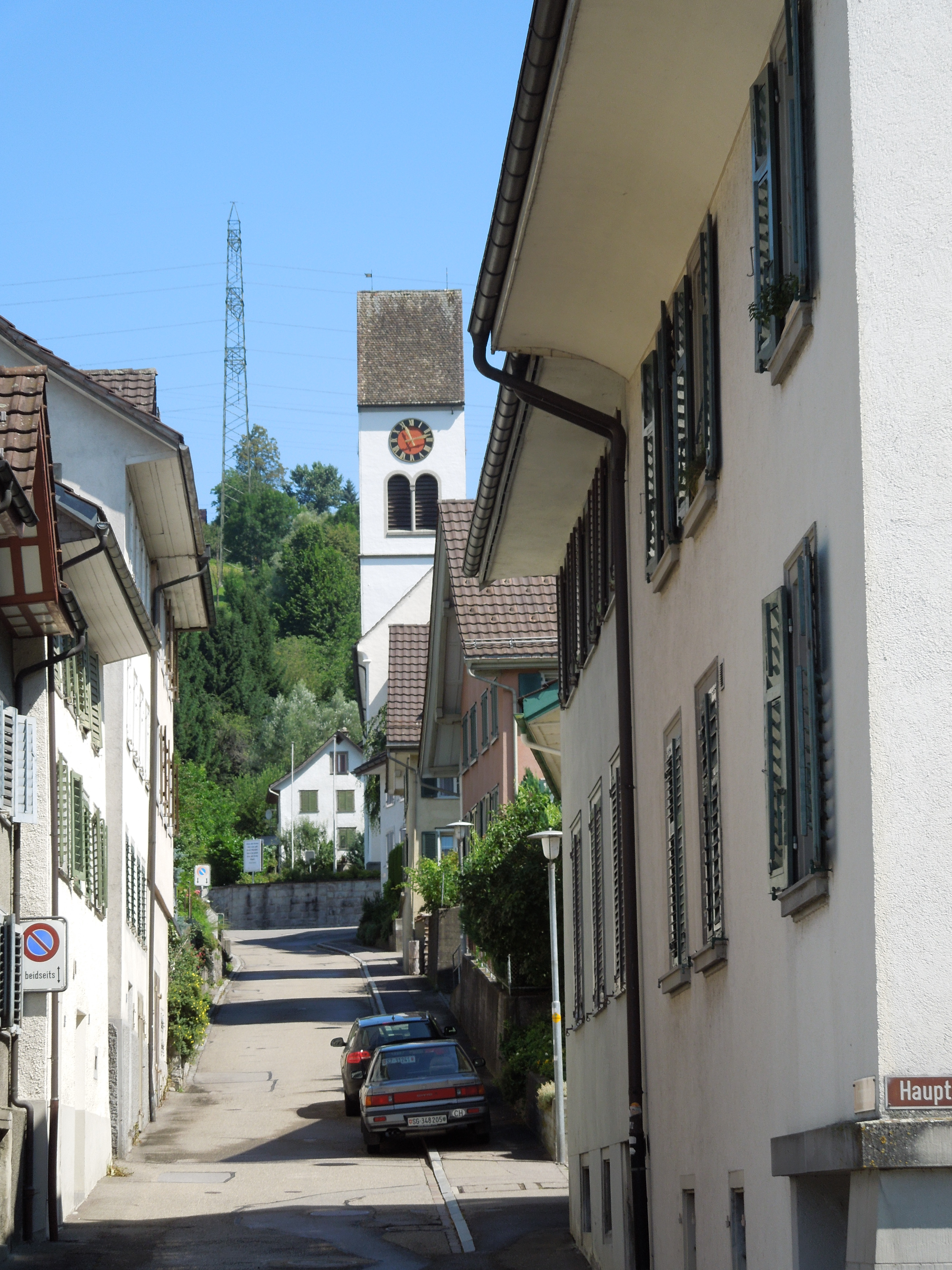
Kirchgasse
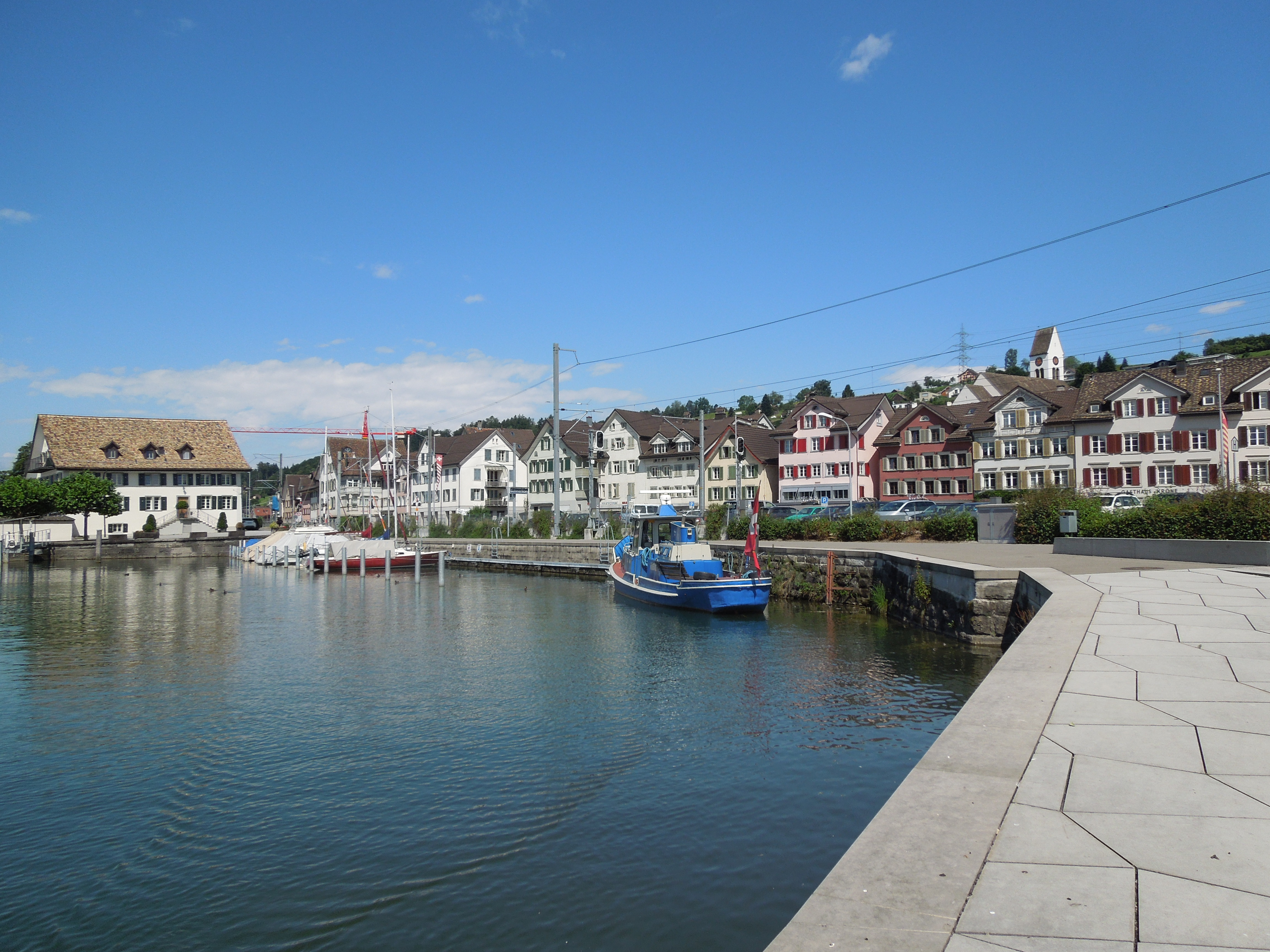
Der alte Hafen
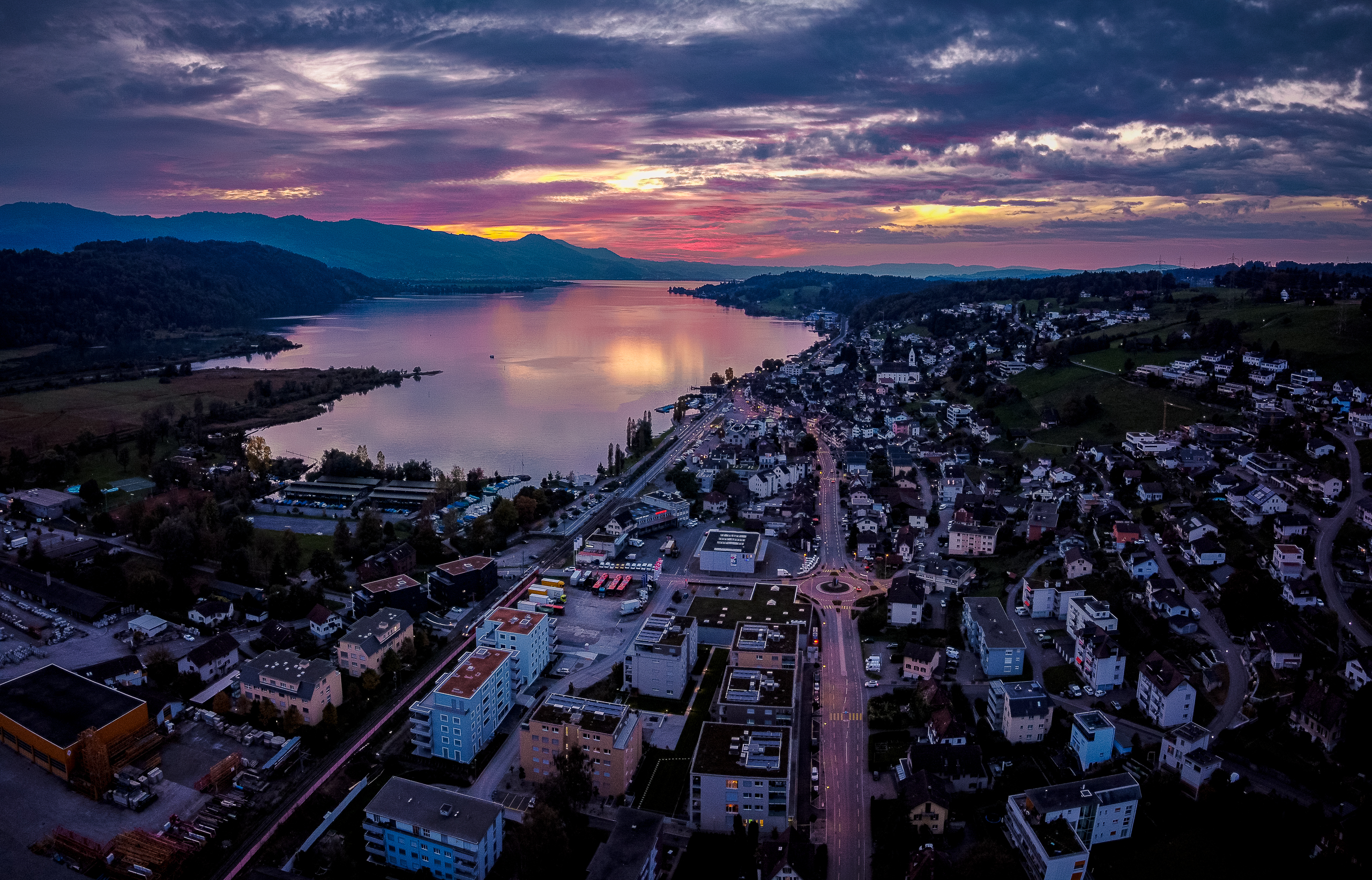
Panorama